# Закон и порядок: Специальный корпус (сезон 6)
Премьера шестого сезона полицейского процедурала «Закон и порядок: Специальный корпус» состоялась 21 сентября 2004 года на американском телеканале NBC; заключительная серия сезона вышла в эфир 24 мая 2005 года. В общей сложности, шестой сезон состоял из двадцати трёх эпизодов.

## Актеры и персонажи

### Основной состав
- Кристофер Мелони — детектив Эллиот Стейблер
- Маришка Харгитей — детектив Оливия Бенсон
- Ричард Белзер — детектив Джон Манч
- Дайан Нил — помощник окружного прокурора Кейси Новак
- Айс Ти — детектив Фин Тутуола
- Би Ди Вонг — доктор Джордж Хуанг
- Дэнн Флорек — капитан Дон Крейген

## Эпизоды
| № общий | № в сезоне | Название                         | Режиссёр                              | Автор сценария                                           | Дата премьеры    | Зрители в США (млн) |
| --- | ---------- | -------------------------------- | ------------------------------------- | -------------------------------------------------------- | ---------------- | ------------------- |
| 117 | 1          | «Birthright» «Право по рождению» | Артур У. Форни                        | Джонатан Грин                                            | 21 сентября 2004 | 14,2                |
| Детективы расследуют попытку похищения шестилетней девочки. Преступником оказывается детектив по розыску детей, и наняла его биологическая мать ребёнка. Детективы спецкорпуса раскрывают схему незаконной торговли эмбрионами. - Приглашенные звезды: Лиа Томпсон и Эбигейл Бреслин |            |                                  |                                       |                                                          |                  |                     |
| 118 | 2          | «Debt» «Долг»                    | Дэвид Платт                           | Аманда Грин                                              | 28 сентября 2004 | 13,0                |
| Полицейские, прибывшие по вызову соседей, обнаруживают в пустой квартире двух маленьких детей, которые уже больше недели не видели свою мать. Детективы выясняют, что женщина заключила сделку с китайской мафией, чтобы выкупить у неё старшую дочь, которую принуждают заниматься проституцией. |            |                                  |                                       |                                                          |                  |                     |
| 119 | 3          | «Obscene» «Непристойность»       | Константин Макрис                     | Хосе Молина                                              | 12 октября 2004  | 12,4                |
| Шестнадцатилетняя актриса изнасилована в своем трейлере. Детективы выясняют, что это сделал подросток. Парень очень хотел попасть на шоу популярного радиоведущего, который призывал к насилию над юной кинозвездой. - Приглашенные звезды: Мэгги Грейс и Нестор Серрано |            |                                  |                                       |                                                          |                  |                     |
| 120 | 4          | «Scavenger» «Падальщик»          | Дэниел Сакхайм                        | Дон Денун и Лиза Мари Петерсен                           | 19 октября 2004  | 12,6                |
| В парке найден младенец, мать которого похищена. К одеялу приклеена записка с загадкой. Детективам предстоит разгадать ряд головоломок, которые должны вывести их то ли к маньяку, пропавшему несколько лет назад, то ли к его подражателю. - Приглашенные звезды: Даг Хатчисон ,Элизабет Франц и Энн Мира |            |                                  |                                       |                                                          |                  |                     |
| 121 | 5          | «Outcry» «Протест»               | Константин Макрис                     | Патрик Харбинсон                                         | 26 октября 2004  | 13,0                |
| Строители нашли на объекте связанную девушку, которая пропала несколько дней назад. Детективы находят подозреваемых, но жертва заявляет, что никакого изнасилования не было. - Приглашенная звезда: Аманда Сейфрид |            |                                  |                                       |                                                          |                  |                     |
| 122 | 6          | «Conscience» «Совесть»           | Дэвид Платт                           | Роджер Вулфсон и Роберт Нейтан                           | 9 ноября 2004    | 14,3                |
| Пятилетний мальчик исчезает в свой день рождения. Полиция находит его быстро, но уже мертвым. У детективов есть подозреваемый — педофил, вышедший недавно из тюрьмы. Но до этого случая он не убивал. - Приглашенная звезда: Кайл Маклахлен |            |                                  |                                       |                                                          |                  |                     |
| 123 | 7          | «Charisma» «Обаяние»             | Артур У. Форни                        | Майкл Фазекас и Тара Баттерс                             | 16 ноября 2004   | 16,4                |
| Двенадцатилетняя девочка заявляет в больнице, что беременна от своего мужа. Когда полиция выезжает по адресу, находящийся в доме мужчина открывает стрельбу и сбегает, оставляя в доме только мертвых детей. Детективы ищут лидера секты и попавших под его влияние матерей убитых детей. Дело очень трудное для всех детективов спецкорпуса, Стейблера отстраняют от дела. - Приглашенная звезда: Джон Ортис - Серия посвящена Эмме Энн Вудинг (1947—2004), многолетней ассистентке студии Wolf Films, погибшей в автомобильной аварии 24 октября 2004 года |            |                                  |                                       |                                                          |                  |                     |
| 124 | 8          | «Doubt» «Сомнения»               | Тед Котчефф                           | Марджори Дэвид                                           | 23 ноября 2004   | 15,2                |
| Студентка колледжа обвиняет своего преподавателя в изнасиловании. Мужчина же утверждает, что всё было по обоюдному согласию. Детективы впервые не придерживаются однозначного мнения по ситуации, всплывает разрыв Стейблера с женой. - Приглашенные звезды: Патриция Кэлембер, Виола Дэвис и Шэннин Соссамон |            |                                  |                                       |                                                          |                  |                     |
| 125 | 9          | «Weak» «Слабость»                | Дэвид Платт                           | Майкл Фазекас и Тара Баттерс                             | 30 ноября 2004   | 15,3                |
| Девушка, прикованная к инвалидному креслу и молодая мать, живущая с ней по соседству изнасилованы в течение одного часа. Детективы ищут насильника, которого интересуют недееспособные женщины. - Приглашенные звезды: Мэри Стюарт Мастерсон и Аманда Пламмер |            |                                  |                                       |                                                          |                  |                     |
| 126 | 10         | «Haunted» «Призрак»              | Хуан Хосе Кампанелла                  | Аманда Грин                                              | 7 декабря 2004   | 13,5                |
| Детектив Тутуола ранен во время ограбления магазина. Находясь на больничном он ищет сына девушки-наркоманки, пропавшей некоторое время назад. - Приглашенная звезда: Николас Гонсалес |            |                                  |                                       |                                                          |                  |                     |
| 127 | 11         | «Contagious» «Зараза»            | Аарон Липстадт                        | Джонатан Грин                                            | 11 января 2005   | 15,9                |
| Медицинское обследование попавшей в автокатастрофу девятилетней девочки показывает, что над ней совершено сексуальное насилие. Тот, кто это сделал угрожал ребёнку расправой и рассказывал, как уже убил одну девочку… - Приглашенные звезды: Дженнет Маккарди и Мэри Стюарт Мастерсон |            |                                  |                                       |                                                          |                  |                     |
| 128 | 12         | «Identity» «Идентичность»        | Рик Уоллес                            | Лиза Мари Петерсен и Дон Денун                           | 18 января 2005   | 15,3                |
| Серийный насильник, член жестокой банды найден мертвым с укусами на гениталиях. ДНК принадлежит мальчику из пары разнополых близнецов, но его сестра заявляет, что это сделала она. - Серия частично основана на истории Дэвида Реймера - Приглашенные звезды: Питер Ферт и Мэри Стюарт Мастерсон |            |                                  |                                       |                                                          |                  |                     |
| 129 | 13         | «Quarry» «Ненависть»             | Константин Макрис                     | Хосе Молина                                              | 25 января 2005   | 14,2                |
| Найдено тело семилетнего ребёнка, пропавшего без вести 25 лет назад. Детективы начинают расследование с посещения тюрьмы, где ожидает смертной казни серийный педофил. Он вспоминает каждого из более, чем сотни совращенных им подростков, но клянется, что не именно к этому мальчику он не прикасался. - Приглашенная звезда: Майкл Шэннон |            |                                  |                                       |                                                          |                  |                     |
| 130 | 14         | «Game» «Игра»                    | Дэвид Платт                           | Патрик Харбинсон                                         | 8 февраля 2005   | 14,2                |
| Исследуя обстоятельства убийства молодой женщины, детективы выясняют, что сценарий произошедшего взят из компьютерной игры. Подростки, совершившие это, утверждают, что не в состоянии отличить фантазию от реальности. |            |                                  |                                       |                                                          |                  |                     |
| 131 | 15         | «Hooked» «На крючке»             | Жан де Сегонзак                       | Джошуа Котчефф                                           | 15 февраля 2005  | 13,8                |
| Тело пятнадцатилетней девушки найдено на крыше дома. Детективы находят врача, который был просто одержим этой девочкой, хотя сам же лечил её от ВИЧ. - Приглашенные звезды: Хейден Панеттьер и Шулер Хенсли |            |                                  |                                       |                                                          |                  |                     |
| 132 | 16         | «Ghost» «Призрак»                | Дэвид Платт                           | Аманда Грин                                              | 22 февраля 2005  | 14,0                |
| Молодая женщина найдена изнасилованной и убитой в своем офисе, её муж — со следами пыток найден убитым в их доме. Детективы выясняют, что их смерть связана с тем же наркокартелем, который некоторое время назад заказал убийство помощника окружного прокурора Александры Кэбот. - Приглашенные звезды: Хейден Панеттьер и Шулер Хенсли |            |                                  |                                       |                                                          |                  |                     |
| 133 | 17         | «Rage» «Ярость»                  | Хуан Хосе Кампанелла                  | Майкл Фазекас и Тара Баттерс                             | 1 марта 2005     | 12,3                |
| Четырнадцать лет назад арестованному за похищение, изнасилование и убийство маленькой девочки удалось избежать суда. Когда ситуация повторяется, его опять задерживают и допрашивают. Однако, удерживать его возможно только 24 часа… - Приглашенная звезда: Мэттью Модай |            |                                  |                                       |                                                          |                  |                     |
| 134 | 18         | «Pure» «Непорочные»              | Аарон Липстадт                        | Дон Денун                                                | 8 марта 2005     | 14,7                |
| Похищена восемнадцатилетняя девушка, продававшая через интернет свою девственность. В участок приходит экстрасенс, готовый помочь в расследовании этого дела. - Приглашенная звезда: Мартин Шорт |            |                                  |                                       |                                                          |                  |                     |
| 135 | 19         | «Intoxicated» «Опьянение»        | Марита Грабяк                         | Джонатан Грин                                            | 29 марта 2005    | 14,6                |
| Когда мать обнаруживает свою пятнадцатилетнюю дочь в постели с 21-летним парнем, она вызывает копов и заявляет об изнасиловании, несмотря на возражения дочери. Вскоре мать найдена жестоко убитой в своем доме. Детективы пытаются понять причины произошедшего. - Приглашенные звезды: Кэти Мориарти и Даниэль Панабэйкер |            |                                  |                                       |                                                          |                  |                     |
| 136 | 20         | «Night» «Ночь»                   | Артур У. Форни и Хуан Хосе Кампанелла | Сценарий: Аманда Грин Сюжет: Аманда Грин и Крис Левинсон | 3 мая 2005       | 16,5                |
| Молодая женщина найдена изнасилованной и убитой с пачкой денег во рту. Купюры с места преступления приводит к адвокату, который занимается финансами богатой вдовы. Её сын охотится на нелегалов, а те не сообщают о преступлениях из страха быть депортированными. - Приглашенные звезды: Брэдли Купер, Анджела Лэнсбери и Альфред Молина |            |                                  |                                       |                                                          |                  |                     |
| 137 | 21         | «Blood» «Кровь»                  | Феликс Алькала                        | Патрик Харбинсон                                         | 10 мая 2005      | 14,5                |
| Молодая женщина изнасилована, преступники угнали её машину, а маленького ребёнка выкинули на ходу. Детективы узнают, что она злоупотребляет обезболивающими, которые наркоторговцы покупают у пожилых больных. - Приглашенные звезды: Мэтт Шульц и Мелинда Диллон |            |                                  |                                       |                                                          |                  |                     |
| 138 | 22         | «Parts» «Части тела»             | Мэтт Эрл Бисли                        | Дэвид Фостер                                             | 17 мая 2005      | 16,2                |
| На автомобильной свалке найдены части тела молодой женщины со следами изнасилования. Детективы подозревают некрофила, но выходят на чёрный рынок органов. Манч, рискуя свободой, помогает той, которой нужна почка. - Приглашенная звезда: Марли Мэтлин |            |                                  |                                       |                                                          |                  |                     |
| 139 | 23         | «Goliath» «Голиаф»               | Питер Лето                            | Майкл Фазекас и Тара Баттерс                             | 24 мая 2005      | 16,4                |
| Жена полицейского обращается в спецкорпус с жалобой на мужа-полицейского, который избивает и насилует её. Во время допроса этот коп нападает на своего начальника-женщину. В это же время другой полицейский убивает свою жену и пытается покончить с собой на глазах сына. Оба полицейских служили в резервации в Афганистане. - Приглашенные звезды: Джон Бернтал и Эми Ландекер |            |                                  |                                       |                                                          |                  |                     |